# Desossicorticosterone
Il desossicorticosterone (DOC) detto anche 11-deossicorticosterone o 21-idrossiprogesterone) è un ormone steroide prodotto dalla ghiandola surrenale che possiede attività mineralcorticoide e agisce come un precursore dell'aldosterone. Come suggerito dal nome, esso può essere inteso come la variante 21-idrossi del progesterone o la variante 11-desossi del corticosterone. Questo ormone non ha una significativa attività glucocorticoide.
È noto anche come cortexone,  deossicortone,  desossicortone e composto B.

## Galleria d'immagini

Steroidogenesi
Corticosterone

## Fisiologia del desossicorticosterone
L'11-desossicorticosterone è una molecola precursore necessaria per la produzione di aldosterone. La via principale per la produzione di aldosterone si trova localizzata anatomicamente nella zona glomerulare surrenalica della ghiandola surrenale. È prodotto a partire dal progesterone ad opera della 21β-idrossilasi e viene convertito in corticosterone attraverso la 11β-idrossilasi. Il corticosterone viene poi convertito in aldosterone dalla aldosterone sintasi.
La maggior parte del deossicorticosterone è secreta dalla zona fascicolata della corteccia surrenale che secerne anche il cortisolo, e una piccola quantità dalla zona glomerulare, che secerne aldosterone.  Il DOC stimola i tubuli collettori renali (i tubuli della porzione terminale del nefrone) a continuare ad espellere potassio, azione questa simile a quella dell'aldosterone. Diversamente dall'aldosterone stesso il sito d'azione non è rappresentato dalla parte distale del tubulo distale.  Nello stesso tempo il DOC non è così efficace come l'aldosterone nella sua azione sodio ritentiva, risultando circa 20 volte meno potente. Il DOC infatti è normalmente responsabile solo dell'1% della ritenzione di sodio Oltre alla sua intrinseca mancanza di forza nell'azione sodio ritentiva va detto che esiste anche un meccanismo di "fuga" dall'azione del DOC, verosimilmente mediato da un ormone non steroideo. Questa "fuga" nel giro di pochi gironi fa venire meno il potere sodio ritentivo del DOC, proprio come accade anche per l'aldosterone. L'ormone responsabile del meccanismo di "fuga" potrebbe essere l'ormone peptidico callicreina, che è aumentata dal DOC e soppressa dall'aldosterone. Se la concentrazione di sodio diventa molto alta, il DOC aumenta il flusso di urina. Il DOC ha circa 1/20 del potere sodio ritentivo dell'aldosterone. Dal momento che il DOC ha circa 1/5 della potenza d'escrezione di potassio rispetto all'aldosterone probabilmente necessita della cooperazione dell'aldosterone, se il contenuto di potassio sierico diventa troppo elevato. Ciò è probabilmente legato al fatto che l'aldosterone sta già stimolando l'escrezione di potassio. Quando il sodio è basso il DOC probabilmente non avrebbe nemmeno dovuto essere presente, ma quando il sodio sale l'aldosterone cala considerevolmente, ed il DOC probabilmente tende a prendere il sopravvento.
Il DOC e l'aldosterone hanno un feedback simile rispetto al potassio. Un aumento del potassio sierico provoca un aumento della secrezione di DOC. Tuttavia, il sodio ha un effetto limitato, e l'effetto che ha è diretto..  L'angiotensina (ormone correlato alla pressione arteriosa) ha invece scarsi effetti sul DOC, ma il DOC causa una rapida caduta della renina, e quindi della angiotensina I, il precursore della angiotensina II. Perciò il DOC deve avere indirettamente un effetto inibente sull'aldosterone, in quanto l'aldosterone dipende dalla angiotensina II.  La regolazione della concentrazione del sodio, e quindi del volume del sangue, è di difficile regolazione. In altre parole, quando la concentrazione di sodio diviene elevata e conseguentemente tende ad incrementare la pressione arteriosa, il problema non può essere semplicemente risolto con il trasferimento del sodio nel comparto intracellulare. Al contrario, questo meccanismo di spostamento nel comparto intracellulare è attivabile per il potassio, ed è proprio quanto sembra verificarsi grazie al DOC nei conigli. Quindi il problema di una elevazione del potassio può essere risolto dall'organismo senza ricorrere ad una eliminazione renale di quello che è un minerale pericolosamente scarso e che non può essere processato da un meccanismo di "pompa attiva" indipendentemente dal sodio. Si ricorda che le concentrazioni di potassio vanno mantenute entro un range adeguato, poiché una sua diminuzione può causare una perdita delle capacità di pompa della attività del cuore. La penetrazione del potassio all'interno delle cellule può incrementare un eventuale problema di aumentata concentrazione del sodio, in quanto tale penetrazione si associa ad una fuoriuscita "compensatoria" dalla cellula di una analoga quantità di sodio.
L'ACTH ha maggiore effetto di stimolazione sulla secrezione di DOC che di aldosterone. Probabilmente questo fatto è dovuto alla necessità di un più fine controllo sulla regolamentazione degli elettroliti durante episodi di diarrea ed è rafforzato dall'evidenza che durante la disidratazione l'aldosterone praticamente scompare, perfino quando la renina e l'angiotensina si elevano. È per questo motivo (la scomparsa dell'aldosterone) che supplementare il potassio con integratori durante la disidratazione può essere molto pericoloso, e non dovrebbe essere attuato almeno fino ad un'ora dopo la reidratazione per dare il tempo agli ormoni di raggiungere il nucleo delle cellule ed esplicare i loro effetti.
Lo scopo primario del DOC è la regolazione degli elettroliti, anche se questo ormone ha altri effetti, come la capacità di rimuovere il potassio dai leucociti e dalle cellule muscolari. Inoltre il DOC inibisce la formazione di glicogeno, stimola l'enzima lisil ossidasi ed il tessuto connettivo e queste proprietà possono essere utilizzate dall'organismo per limitare i danni legati alle marcate perdite di potassio correlate ad alcune malattie intestinali.
La maggiore efficienza del DOC nello stimolare l'escrezione di sodio (o forse sarebbe meglio dire la minore efficienza di ritenzione) deve essere in parte legata a cambiamenti nella morfologia delle cellule renali, poiché l'effetto di fuga dalla ritenzione di sodio indotta dal DOC richiede alcuni giorni per materializzarsi. Il Progesterone previene in parte la perdita di potassio stimolata dal DOC.